# Liste der Biografien/Galk
Liste der Biografien |
Portal Biografien |
Personensuche
# |
A |
B |
C |
D |
E |
F |
G |
H |
I |
J |
K |
L |
M |
N |
O |
P |
Q |
R |
S |
T |
U |
V |
W |
X |
Y |
Z |
?
 
Ga |
Gb |
Gc |
Gd |
Ge |
Gf |
Gh |
Gi |
Gj |
Gk |
Gl |
Gm |
Gn |
Go |
Gp |
Gq |
Gr |
Gs |
Gu |
Gv |
Gw |
Gy |
Gz
 
Gaa |
Gab |
Gac |
Gad |
Gae |
Gaf |
Gag |
Gah |
Gai |
Gaj |
Gak |
Gal |
Gam |
Gan |
Gao |
Gap |
Gaq |
Gar |
Gas |
Gat |
Gau |
Gav |
Gaw |
Gax |
Gay |
Gaz
 
Gala |
Galb |
Galc |
Gald |
Gale |
Galf |
Galg |
Galh |
Gali |
Galj |
Galk |
Gall |
Galm |
Galo |
Galp |
Galr |
Gals |
Galt |
Galu |
Galv |
Galw |
Galy |
Galz
Die Liste der Biografien führt alle Personen auf, die in der deutschsprachigen Wikipedia einen Artikel haben. Dieses ist eine Teilliste mit 21 Einträgen von Personen, deren Namen mit den Buchstaben „Galk“ beginnt.

## Galk
- Galk, Andreas (* 1970), deutscher Kinder- und Jugendbuchautor

### Galka
- Galka, Magdalena (* 1976), deutsche Pianistin

### Galke
- Galke, Gregor (* 1953), deutscher Jurist und Richter am Bundesgerichtshof
- Galke, Rainer (* 1971), deutscher Schauspieler
- Galkevičius, Dominykas (* 1986), litauischer Fußballspieler

### Galki
- Galkin, Alexander Alexandrowitsch (* 1979), russischer Schachspieler
- Galkin, Alexander Wiktorowitsch (* 1958), russischer Generaloberst
- Galkin, Anton Sergejewitsch, russischer Leichtathlet
- Galkin, Iwan Alexejewitsch, russischer Forschungsreisender
- Galkin, Jewgeni Wladimirowitsch (* 1975), russischer Eishockeyspieler
- Galkin, Maxim Alexandrowitsch (* 1976), russischer Komiker, Moderator, Sänger und SchauspielerMaxim Alexandrowitsch Galkin (* 1976)

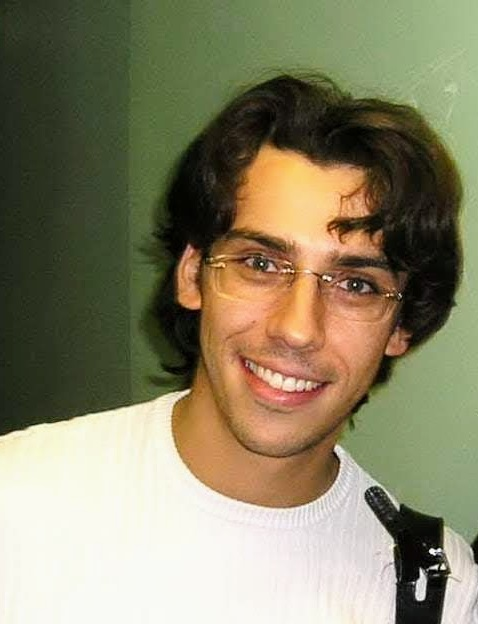
Maxim Alexandrowitsch Galkin (* 1976)

- Galkin, Wladimir, sowjetischer Skispringer
- Galkin, Wladislaw Borissowitsch (1971–2010), russischer Schauspieler
- Galkin, Wladislaw Iwanowitsch (* 2002), russischer Fußballspieler
- Galkin-Wraskoi, Michail Nikolajewitsch (1832–1916), russischer Jurist, Staatsbeamter und Autor
- Galkina, Gulnara Iskanderowna (* 1978), russische Leichtathletin
- Galkina, Jekaterina Wladimirowna (* 1988), russische Curlerin
- Galkina, Ljubow Wladimirowna (* 1973), russische Sportschützin in der Disziplin Luftgewehr
- Galkina, Ljudmila Iwanowna (* 1972), russische Leichtathletin

### Galko
- Galko, Ľubomír (* 1968), slowakischer Unternehmer und Politiker
- Galkow, Witali Alexandrowitsch (1939–1998), sowjetischer Kanute